# Чеві-Чейз-Гайтс (Пенсільванія)
Чеві-Чейз-Гайтс (англ. Chevy Chase Heights) — переписна місцевість (CDP) в США, в окрузі Індіана штату Пенсільванія. Населення — 1229 осіб (2020).

## Географія
Чеві-Чейз-Гайтс розташоване за координатами 40°38′25″ пн. ш. 79°8′44″ зх. д. / 40.64028° пн. ш. 79.14556° зх. д. (40.640370, -79.145620).  За даними Бюро перепису населення США в 2010 році переписна місцевість мала площу 3,29 км², уся площа — суходіл.

## Демографія
Згідно з переписом 2010 року, у переписній місцевості мешкали 1502 особи в 678 домогосподарствах у складі 400 родин. Густота населення становила 457 осіб/км².  Було 715 помешкань (218/км²).
Расовий склад населення:
| - 86,8 % — білих - 9,0 % — чорних або афроамериканців - 0,6 % — корінних американців - 0,5 % — азіатів |

До двох чи більше рас належало 2,9 %. Частка іспаномовних становила 0,7 % від усіх жителів.
За віковим діапазоном населення розподілялося таким чином: 22,1 % — особи молодші 18 років, 60,5 % — особи у віці 18—64 років, 17,4 % — особи у віці 65 років та старші. Медіана віку мешканця становила 41,7 року. На 100 осіб жіночої статі у переписній місцевості припадало 89,6 чоловіків;  на 100 жінок у віці від 18 років та старших — 89,9 чоловіків також старших 18 років.
Середній дохід на одне домашнє господарство  становив 53 215 доларів США (медіана — 36 165), а середній дохід на одну сім'ю — 71 188 доларів (медіана — 63 487). За межею бідності перебувало 16,0 % осіб, у тому числі 27,0 % дітей у віці до 18 років та 4,6 % осіб у віці 65 років та старших.
Цивільне працевлаштоване населення становило 685 осіб. Основні галузі зайнятості: освіта, охорона здоров'я та соціальна допомога — 32,1 %, мистецтво, розваги та відпочинок — 26,0 %, роздрібна торгівля — 12,7 %, будівництво — 6,0 %.